# Н’Диайе, Алассан (футболист, 1991)
Алассан Н’Диайе (фр. Alassane N'Diaye; род. 14 июня 1991, Лимож) — французский футболист, полузащитник клуба «Аяччо».

## Карьера игрока
Н’Диайе начал свою игровую карьеру в «Ньор». Он дебютировал за первую команду 6 февраля 2010 года в матче c «Монлюсоном» (0:1), заменив Пьерра Жамина. 12 октября 2011 главный тренер Паскаль Гастьян поставил Алассана в стартовый состав команды на матч с «Шербуром», и игрок забил свой первый гол за клуб в национальном чемпионате. В сезоне 2011/12 полузащитник сыграл 18 матчей, забив дважды, а «Ньор» занял второе место в Национальном чемпионате.
В июне 2020 года Н’Диайе заключил трёхлетний контракт с клубом Лиги 2 «Аяччо».